# Jineth Bedoya Lima

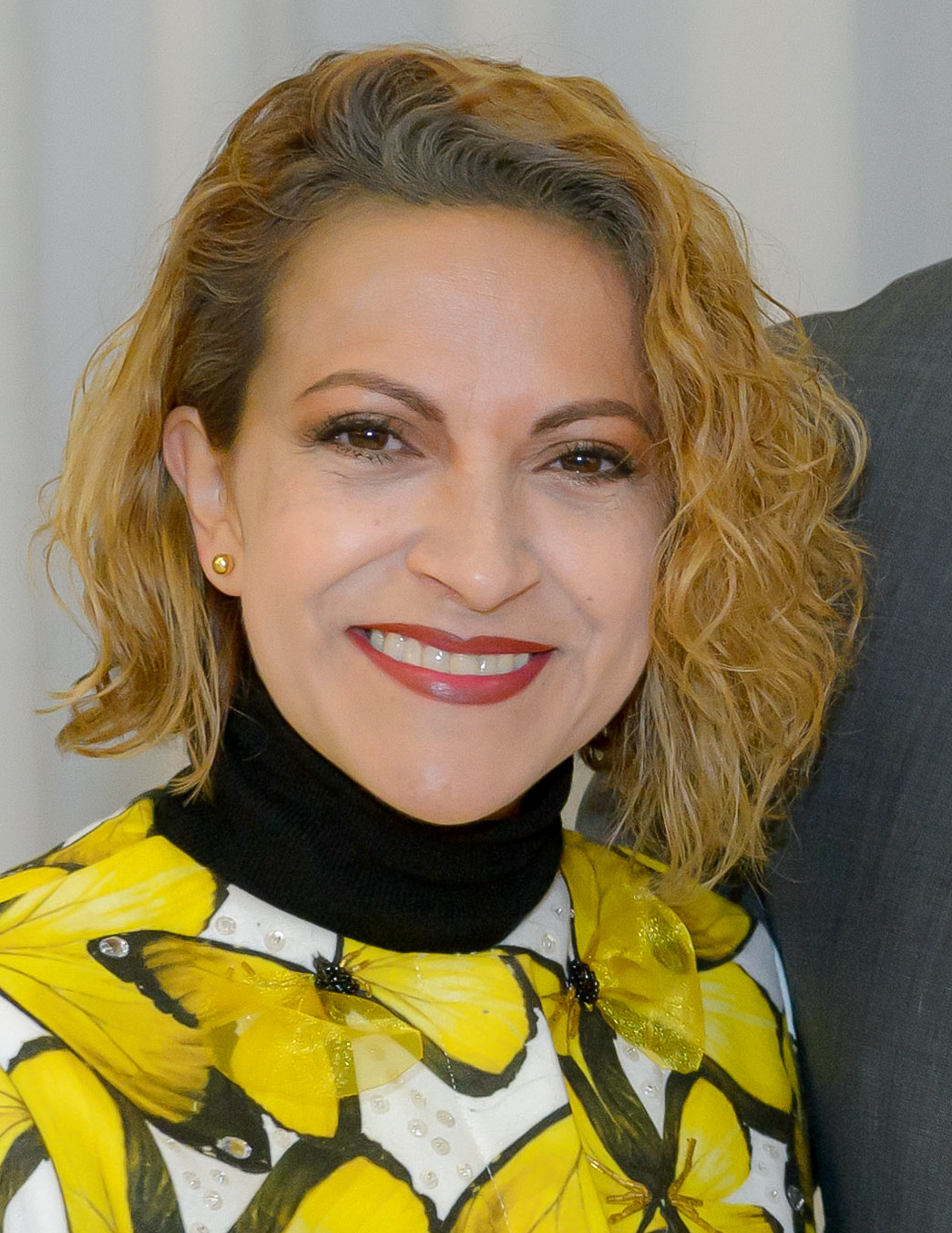
Jineth Bedoya Lima (2018)

Jineth Bedoya Lima (* 1974 in Kolumbien) ist eine kolumbianische Journalistin, die seit vielen Jahren über die Bürgerkriege in ihrem Heimatland berichtet. Sie erhielt 2012 den International Women of Courage Award und 2020 den Golden Pen of Freedom Award.

## Entführung 2000
Im Jahr 2000 arbeitete Jineth Lima gemeinsam mit Ignacio Nacho Gómez bei der Bogotaer Tageszeitung El Espectador und schrieb schwerpunktmäßig über die Auseinandersetzung mit terroristischen Gruppen. Sie recherchierte über Waffenschmuggel, an dem mutmaßlich sowohl staatliche Stellen wie auch die rechtsextreme Paramilitärgruppe Autodefensas Unidas de Colombia (AUC) beteiligt waren. Am 25. Mai besuchte sie das Modelo-Gefängnis in Bogota, wo ihr ein Interview mit einem Paramilitärführer namens „the Baker“ zugesagt worden war. Da sie eine Falle vermutete, nahm sie einen der Herausgeber und einen Fotografen des Espectador mit, aber als die zwei beim Warten auf die Freigabe für den Zugang zum Gefängnis einen Moment lange von ihr getrennt waren, verschwand sie.
Bedoya wurde von drei Männern ergriffen, betäubt und in ein Fahrzeug verschleppt. Ihre Angreifer fuhren sie zu einem mehrere Stunden entfernten Ort, wo sie gefoltert und vergewaltigt wurde. Nach Bedoyas Angaben identifizierten sich die Männer selbst als Anhänger des Paramilitärführers Carlos Castaño Gil. Die Kidnapper forderten Bedoya auf, „aufmerksam“ zu sein, während sie sie vergewaltigten, und teilten ihr mit, dass sie damit eine „Mitteilung an die Presse in Kolombien“ senden würden. Sie äußerten auch Drohungen gegen ihre Kollegen und erklärten, sie hätten vor, „Gómez in kleine Stücke zu schneiden“. Gómez floh sechs Tage nach dem Angriff aus dem Land. Bedoya wurde gefesselt in einem Müllhaufen in der Nähe einer Straße zurückgelassen und dort von einem Taxifahrer entdeckt.
2001 wurde sie mit dem Courage In Journalism Award der International Women's Media Foundation ausgezeichnet, was Bedoyas Bekanntheitsgrad sehr steigerte und „El Tiempo“ dazu veranlasste, sie von „El Espectador“ abzuwerben. Später beschrieb sie die Auszeichnung als „eines der Dinge, die mich am Leben hielten“ nach dem ersten Angriff.
Der Entführungsfall wurde mehr als zehn Jahre lang von der kolumbianischen Generalstaatsanwaltschaft verschleppt, bis Bedoya schließlich bei der Interamerikanische Menschenrechtskommission Berufung einlegte. Im Mai 2011 wurde ein paramilitärischer Soldat verhaftet, der gestand, einer der drei Angreifer von Bedoya zu sein.
Der Interamerikanische Gerichtshof für Menschenrechte (IDH) erklärte über zwanzig Jahre nach dem Ereignis am 26. August 2021, dass der kolumbianischen Staat für die Entführung und Folter der Journalistin Jineth Bedoya vom 25. Mai 2000 verantwortlich gewesen sei, darüber hinaus stellte das Gericht fest, dass es „schwere, präzise und übereinstimmende Hinweise für eine staatliche Beteiligung an den Ereignissen gebe.“

## Entführung 2003
Im Jahr 2001 wurde Bedoya von El Tiempo eingestellt und mit der Berichterstattung über die Strafverfolgung betraut, einschließlich der Berichterstattung über paramilitärische Gruppen. Anfang August 2003 reiste sie in die Stadt Puerto Alvira, um darüber zu berichten, wie die Stadt von den Revolutionären Streitkräften Kolumbiens (FARC) eingenommen und über ein Jahr lang festgehalten wurde, so dass die 1100 Einwohner gezwungen waren, hauptberuflich Kokain zu produzieren. Der Anführer der FARC-Guerilla ordnete die Entführung von Bedoya und ihrem Fotografen unmittelbar nach ihrer Ankunft an und ließ ihnen Kameras und Kleidung abnehmen. Obwohl der FARC-Führer angeordnet hatte, keinen Kontakt mit den Journalisten aufzunehmen oder ihnen zu essen zu geben, brachten ihnen die Frauen der Stadt weiterhin Essen. Die Stadtbewohner versuchten erfolglos, das Rote Kreuz auf die Entführung der beiden aufmerksam zu machen, und ein örtlicher Priester warnte sie, dass die örtlichen FARC-Kämpfer planten, sie in den Wald zu bringen und zu ermorden. Nachdem die Stadtbewohner den regionalen FARC-Kommandanten auf die Situation aufmerksam gemacht hatten, wurden die Journalisten jedoch schnell wieder freigelassen. Der Kommandant bot ihnen an, sie für die verlorene Zeit und die Ausrüstung zu entschädigen, doch Bedoya und der Fotograf lehnten ab. Nach ihrer Rückkehr berichtete Bedoya über die Lebensbedingungen in den von der FARC kontrollierten Gebieten, wobei sie darauf achtete, keinen der Einwohner, die ihr geholfen hatten, zu belasten.

## 2010er Jahre
Im November 2010 veröffentlichte Bedoya ihr Buch Vida y muerte del Mono Jojoy über Víctor Julio Suárez Rojas, besser bekannt als Mono Jojoy, einen FARC-Führer, der kurz zuvor getötet worden war. In dem Buch behauptet sie, Mono Jojoy habe einen Mord an dem Journalisten Néstor Morales von Caracol Radio in Auftrag gegeben. Daraufhin beschuldigte die mit der FARC verbündete Nachrichtenagentur Noticias Nueva Colombia Bedoya, eine Agentin des militärischen Geheimdienstes zu sein. Die kolumbianische Foundation for Press Freedom und die Canadian Journalists for Free Expression gaben daraufhin Erklärungen ab, in denen sie zu ihrem Schutz aufriefen.
Seit 2011 arbeitet Bedoya wieder als Journalistin für El Tiempo. Für ihre Sicherheit ordnete Kolumbien ihr drei Personenschützer zu und stellte ihr ein schusssicheres Fahrzeug zur Verfügung.

## Auszeichnungen

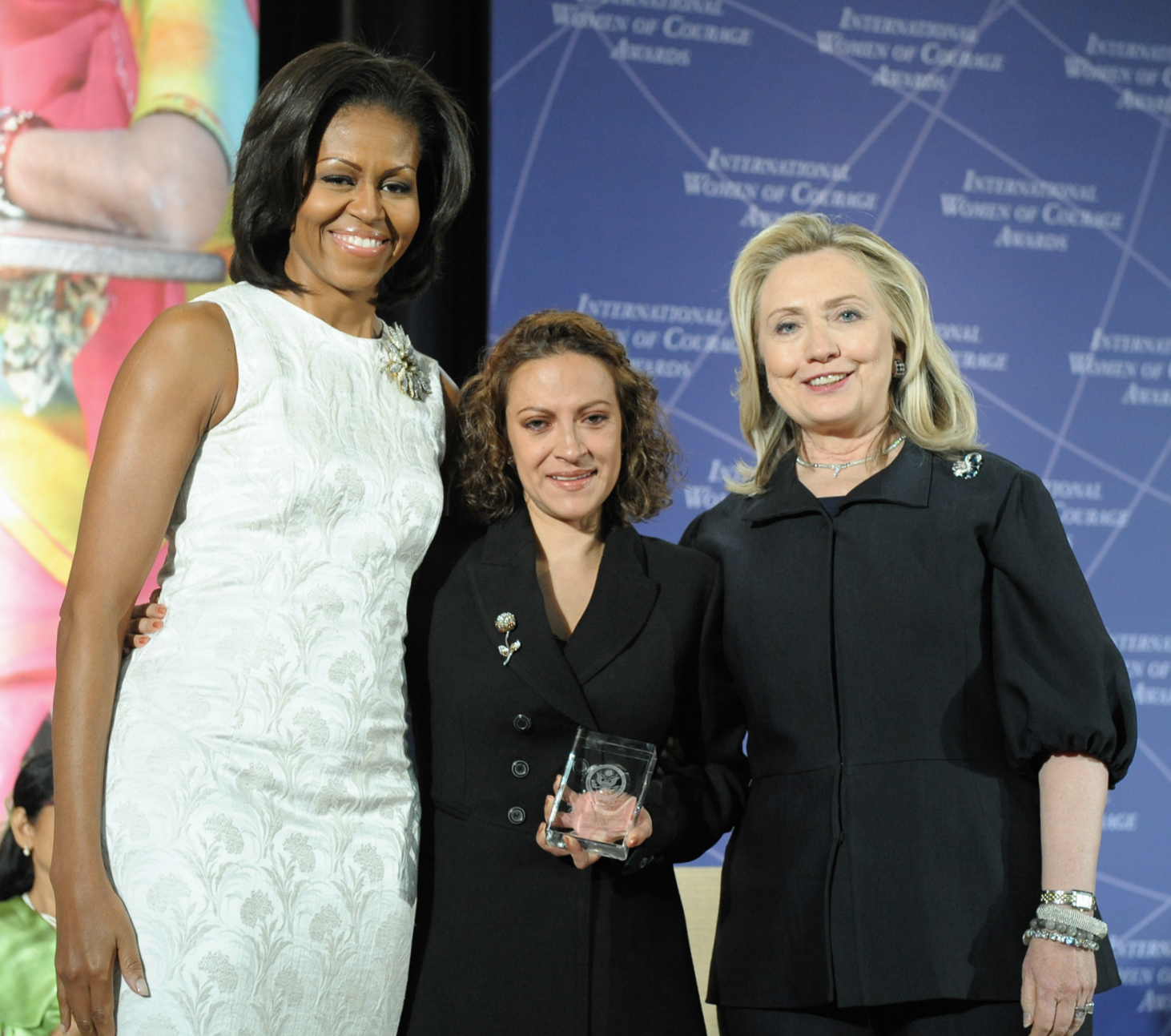
Jineth Bedoya Lima bei der Verleihung des International Women of Courage Award 2012.

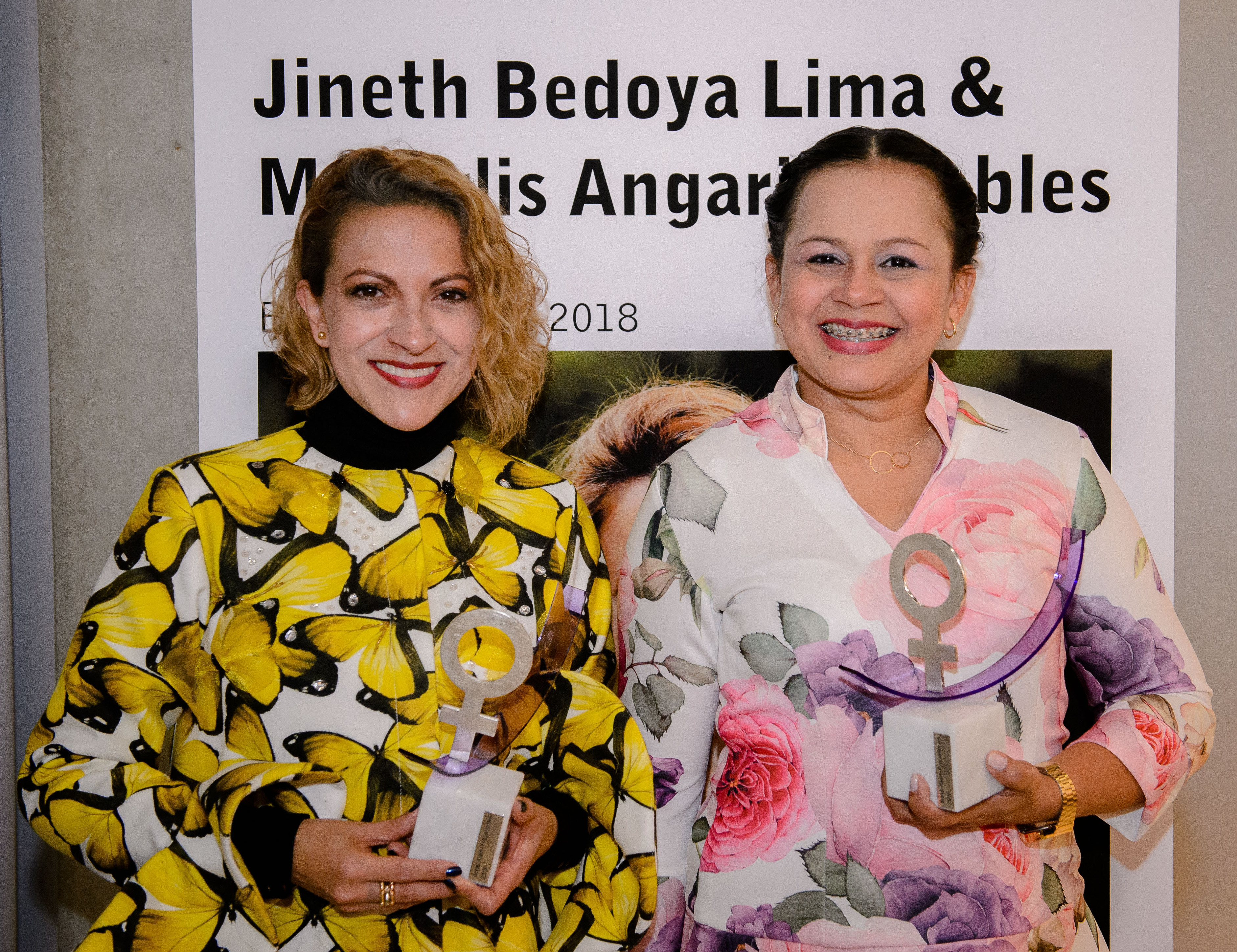
Jineth Bedoya Lima und Mayerlis Angarita bei der Überreichung des Anne-Klein-Frauenpreises.

- 2000 CJFE International Press Freedom Award der Canadian Journalists for Free Expression[12]
- 2001 Courage In Journalism Award der International Women's Media Foundation[13]
- 2012 International Women of Courage Award[14]
- 2017 Anna Politkovskaya Award der britischen Menschenrechtsorganisation Reach All Women in War
- 2018 Anne-Klein-Frauenpreis der Heinrich-Böll-Stiftung
- 2020 UNESCO/Guillermo Cano World Press Freedom Prize
- 2020 Golden Pen of Freedom Award der World Association of Newspapers and News Publishers